# Jodhpur (distrikt)
Jodhpur är ett distrikt i den indiska delstaten Rajasthan. Den administrativa huvudorten är staden Jodhpur. Distriktets befolkningen uppgick till 2 886 505 invånare vid folkräkningen 2001, på en yta av 22 783 km².

## Administrativ indelning
Distriktet är indelat i sju tehsil, en kommunliknande administrativ enhet:
- Bhopalgarh
- Bilara
- Jodhpur
- Luni
- Osian
- Phalodi
- Shergarh

## Urbanisering
Distriktets urbaniseringsgrad uppgick till 33,85 % vid folkräkningen 2001. Den största staden är huvudorten Jodhpur. Ytterligare tre samhällen har urban status:
- Bilara, Phalodi, Pipar City

## Vasallstaten Jodhpur
Staden Jodhpur var huvudstad i den största furstestaten i Rajputana,
Brittiska Indien, med en yta på 96 982 km². Området begränsades i öster av Aravallibergen, från vilka en mängd floder rinner ner till Lunifloden, som strömmar genom området och slutar i Rann. Västra delen tillhör den indiska öknen Thar.
Av invånarna var omkring 5/8 jater (mest jordbrukare), 1/4
rajputer (den härskande klassen), resten mina, bhil m.fl. Språket var i allmänhet marwari, en med hindi besläktad munart. Genom den gamla furstestaten gick Rajputanajärnvägen med bibana till staden Jodhpur. Fursten, en rajput av familjen Rathor, var fram till 1947 bunden av fördrag med brittiska regeringen samt betalade en årlig tribut. Furstestaten hade tenn-, bly- och järnmalmsgruvor. Den led mer än någon annan rajputstat av hungersnöden 1899-1900.